# Nancy Coover Andreasen
Nancy Coover Andreasen (ur. 11 listopada 1938 w Lincoln) – amerykańska neuropsychiatra, badaczka schizofrenii, profesor psychiatrii na University of Iowa.

## Życiorys
Początkowo studiowała nauki humanistyczne na University of Nebraska, uzyskując tytuł Ph.D. w dziedzinie literatury angielskiej. Wykładała literaturę renesansu na University of Iowa. Z powodu choroby córki zainteresowała się medycyną i podjęła studia medyczne na University of Iowa College of Medicine, po których specjalizowała się w psychiatrii. Badania naukowe Andreasen dotyczyły objawów negatywnych i pozytywnych w schizofrenii. Uczestniczyła w przygotowywaniu klasyfikacji DSM-III i DSM-IV. Opracowała skale objawów negatywnych (SANS) i pozytywnych (SAPS) w schizofrenii.
W 2000 została uhonorowana National Medal of Science.
Jej mężem jest weteran wojny wietnamskiej Terry Gwinn. Mają dwie córki, Suz i Robin.